# 3dfx Voodoo 3

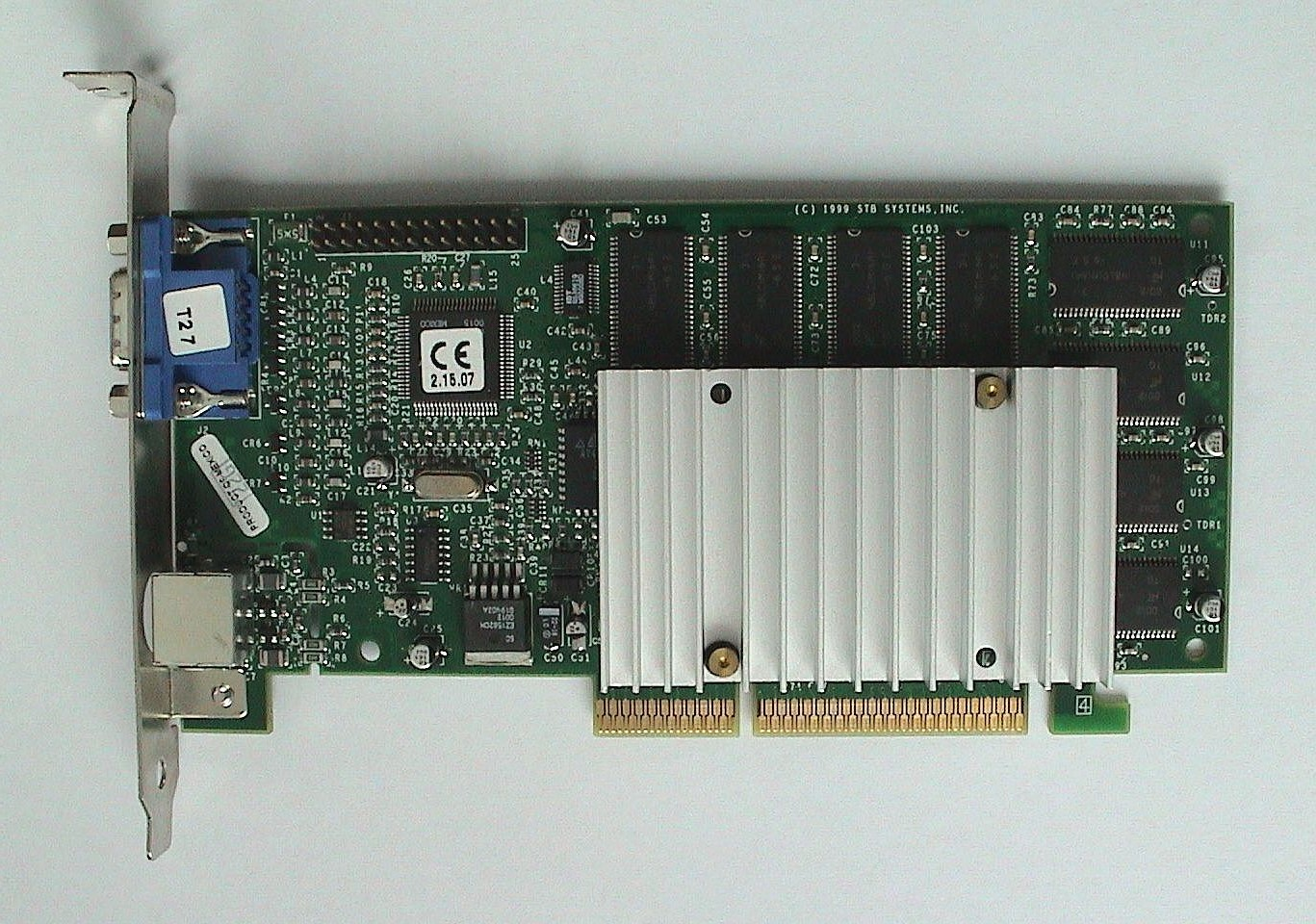
Voodoo 3 3000 mit TV-Out

Voodoo 3 ist sowohl die Bezeichnung eines 2D-/3D-Grafikchips von 3dfx als auch der darauf aufbauenden Grafikkarten.
Wie sein Vorgängermodell, der Voodoo Banshee, wurde der Voodoo 3 als vollwertiger 2D-/3D-Grafikchip entwickelt. Nach dem bereits verspäteten Erscheinen des Voodoo 3 Mitte 1999 kam es aufgrund zu geringer Fertigungskapazitäten bei 3dfx zu Lieferengpässen. Sie renderte wie ihre Vorgänger nur in 16 Bit Farbtiefe, konnte aber mit einem nachgeschalteten 22-Bit-Postfilter die gerenderte Grafik ohne Performanceverluste deutlich aufwerten.
Der Konkurrent Nvidia bot mit seiner TNT 2 zwar schon 32 Bit Farbtiefe, diese wurde aber kaum verwendet, da sie zu viel Performance kostete.

## Grafikkarten

### Voodoo3 1000
- RAM: 16 MB SG-RAM
- Speichertakt: 125 MHz
- RAMDAC: 300? MHz
- Chiptakt: 125 MHz
- Speicherinterface: 128 Bit
- MegaPixel/sec: 125
- MegaTexel/sec: 250
- Speicherbandbreite: 1,9 GB/sec
- Interface: PCI oder AGP 2×

### Voodoo3 2000
- RAM: 16 MB
- Speichertakt: 143 MHz
- RAMDAC: 300 MHz
- Chiptakt: 143 MHz
- Interface: PCI oder AGP 2×

### Voodoo3 3000
- RAM: 16 MB
- Speichertakt: 166 MHz
- RAMDAC: 350 MHz
- Chiptakt: 166 MHz
- Besonderheiten: TV-Out in Verbindung mit AGP
- Interface: PCI oder AGP 2×

### Voodoo3 3500TV
- RAM: 16 MB
- Speichertakt: 183 MHz
- RAMDAC: 350 MHz
- Chiptakt: 183 MHz
- Besonderheiten: TV-Tuner, TV-Out, S-Video und Audio-Ein-/Ausgänge
- Interface: AGP 2×